# Caragana scythica
Caragana scythica là một loài thực vật có hoa trong họ Đậu. Loài này được (Kom.) Pojark. miêu tả khoa học đầu tiên.